# Oakdale (Wisconsin)
Oakdale è un villaggio degli Stati Uniti d'America, situato in Wisconsin, nella contea di Monroe.